# Dušan Kuciak
Dušan Kuciak (ur. 21 maja 1985 w Żylinie) – słowacki piłkarz występujący na pozycji bramkarza.

## Kariera klubowa

### Trenčín i Żylina
Dušan Kuciak w wieku szesnastu lat przeszedł z juniorskiego składu MŠK Žilina do ówczesnego pierwszoligowego zespołu z Trenčína. Po dwóch latach został sprowadzony do macierzystego klubu, gdzie grał jako junior. Miał zastąpić Jána Muchę (który jednak przedłużył kontrakt do 2005, po czym odszedł do Legii Warszawa). Niewiele grając w słowackim klubie, Kuciak został wypożyczony w 2005 do West Ham United. W angielskim zespole nie zagrał żadnego meczu, po czym został z powrotem przeniesiony do Żyliny. Wówczas został głównym bramkarzem drużyny, w której rozegrał 80 meczów.

### FC Vaslui
26 czerwca 2008 FC Vaslui kupił Dušana Kuciaka za 800.000 €. W zespole zastąpił Cristiana Hăisana. Rozegrał w jego barwach 102 spotkania.

### Legia Warszawa
1 sierpnia 2011 został zawodnikiem Legii Warszawa. W polskim zespole zadebiutował 25 sierpnia tegoż roku w wygranym 3:2 meczu kwalifikacji do Ligi Europy UEFA ze Spartakiem Moskwa. W Ekstraklasie debiutował 28 sierpnia 2011 w meczu z ŁKS-em Łódź (3:1). W debiutanckim sezonie 2011/2012, pozostał niepokonany przez 759. minut. Ten wyczyn jest drugim wynikiem w historii Legii (Władysław Grotyński zachował czyste konto przez 762. minuty) oraz czwartym w Ekstraklasie. W drużynie Legii występował do końca 2015. Rozegrał 193 meczów w barwach warszawskiego zespołu (131 w Ekstraklasie, 13 w Pucharze Polski, 37 w Lidze Europy, 10 w eliminacjach do Ligi Mistrzów oraz 2 o Superpuchar Polski).

### Hull City
1 lutego 2016 na mocy transferu gotówkowego o wartości 250.000 funtów został zawodnikiem angielskiego klubu Hull City A.F.C., z którym związał się półtorarocznym kontraktem. 23 sierpnia 2016 zadebiutował w barwach angielskiej drużyny w meczu pucharu ligi angielskiej przeciwko Exeter City i był to jego jedyny oficjalny mecz w barwach angielskiej drużyny. Pełnił przez dwie rundy rolę trzeciego bramkarza i po jednym sezonie angielski klub zdecydował o wystawieniu bramkarza na listę transferową.

### Lechia Gdańsk
3 lutego 2017 został zawodnikiem Lechii Gdańsk. 12 lutego 2017 Dušan Kuciak zadebiutował w bramce Biało-Zielonych w Ekstraklasie w meczu z Jagiellonią Białystok (3:0). Dušan Kuciak od swojego debiutanckiego meczu z Jagą rozegrał już 95 meczów ligowych, 3 w Pucharze Polski, 2 w Lidze Europy oraz 1 o Superpuchar Polski.
30 października 2021 roku Dušan Kuciak wystąpił w meczu Lechii Gdańsk z Wartą Poznań, dzięki czemu został liderem klasyfikacji obcokrajowców z największą liczbą występów w Ekstraklasie.

## Statystyki

### Klubowe
(aktualne na dzień 19 kwietnia 2024)
| Klub               | Sezon              | Liga               | Liga  | Liga   | Puchar kraju | Puchar kraju | Puchar ligi | Puchar ligi | Europa | Europa | Suma  | Suma   |
| Klub               | Sezon              | Liga               | Mecze | Bramki | Mecze        | Bramki       | Mecze       | Bramki      | Mecze  | Bramki | Mecze | Bramki |
| ------------------ | ------------------ | ------------------ | ----- | ------ | ------------ | ------------ | ----------- | ----------- | ------ | ------ | ----- | ------ |
| MŠK Žilina         | 2005/06            | Fortuna Liga       | 21    | 0      | –            | –            | –           | –           | –      | –      | 21    | 0      |
| MŠK Žilina         | 2006/07            | Fortuna Liga       | 22    | 0      | –            | –            | –           | –           | –      | –      | 22    | 0      |
| MŠK Žilina         | 2007/08            | Fortuna Liga       | 33    | 0      | –            | –            | –           | –           | 4      | 0      | 37    | 0      |
| MŠK Žilina         | Ogólnie            | Ogólnie            | 76    | 0      | 0            | 0            | 0           | 0           | 4      | 0      | 80    | 0      |
| FC Vaslui          | 2008/09            | Liga I Bergenbier  | 34    | 0      | 2            | 0            | –           | –           | 6      | 0      | 42    | 0      |
| FC Vaslui          | 2009/10            | Liga I Bergenbier  | 23    | 0      | 1            | 0            | –           | –           | 3      | 0      | 27    | 0      |
| FC Vaslui          | 2010/11            | Liga I Bergenbier  | 30    | 0      | 1            | 0            | –           | –           | 2      | 0      | 33    | 0      |
| FC Vaslui          | Ogólnie            | Ogólnie            | 87    | 0      | 4            | 0            | 0           | 0           | 11     | 0      | 102   | 0      |
| Legia Warszawa     | 2011/12            | Ekstraklasa        | 27    | 0      | 3            | 0            | –           | –           | 8      | 0      | 38    | 0      |
| Legia Warszawa     | 2012/13            | Ekstraklasa        | 30    | 0      | 1            | 0            | –           | –           | 6      | 0      | 37    | 0      |
| Legia Warszawa     | 2013/14            | Ekstraklasa        | 25    | 0      | 1            | 0            | –           | –           | 8      | 0      | 34    | 0      |
| Legia Warszawa     | 2014/15            | Ekstraklasa        | 31    | 0      | 7            | 0            | –           | –           | 14     | 0      | 52    | 0      |
| Legia Warszawa     | 2015/16            | Ekstraklasa        | 18    | 0      | 3            | 0            | –           | –           | 11     | 0      | 32    | 0      |
| Legia Warszawa     | Ogólnie            | Ogólnie            | 131   | 0      | 15           | 0            | 0           | 0           | 47     | 0      | 193   | 0      |
| Hull City          | 2016/17            | Premier League     | –     | –      | –            | –            | 1           | 0           | –      | –      | 1     | 0      |
| Hull City          | Ogólnie            | Ogólnie            | 0     | 0      | 0            | 0            | 1           | 0           | 0      | 0      | 1     | 0      |
| Lechia Gdańsk      | 2016/17            | Ekstraklasa        | 17    | 0      | –            | –            | –           | –           | –      | –      | 17    | 0      |
| Lechia Gdańsk      | 2017/18            | Ekstraklasa        | 36    | 0      | 1            | 0            | –           | –           | –      | –      | 37    | 0      |
| Lechia Gdańsk      | 2018/19            | Ekstraklasa        | 28    | 0      | 2            | 0            | –           | –           | –      | –      | 30    | 0      |
| Lechia Gdańsk      | 2019/20            | Ekstraklasa        | 30    | 0      | 1            | 0            | –           | –           | 2      | 0      | 33    | 0      |
| Lechia Gdańsk      | 2020/21            | Ekstraklasa        | 28    | 0      | 1            | 0            | –           | –           | –      | –      | 29    | 0      |
| Lechia Gdańsk      | 2021/22            | Ekstraklasa        | 27    | 0      | 1            | 0            | –           | –           | –      | –      | 28    | 0      |
| Lechia Gdańsk      | 2022/23            | Ekstraklasa        | 30    | 0      | 1            | 0            | –           | –           | –      | –      | 31    | 0      |
| Ogólnie            | Ogólnie            | Ogólnie            | 196   | 0      | 7            | 0            | 0           | 0           | 2      | 0      | 205   | 0      |
| Raków Częstochowa  | 2023/24            | Ekstraklasa        | 1     | 0      | –            | –            | –           | –           | –      | –      | 1     | 0      |
| Ogólnie            | Ogólnie            | Ogólnie            | 1     | 0      | 0            | 0            | 0           | 0           | 0      | 0      | 1     | 0      |
| Ogólnie w karierze | Ogólnie w karierze | Ogólnie w karierze | 491   | 0      | 26           | 0            | 1           | 0           | 64     | 0      | 582   | 0      |

### Reprezentacyjne
(aktualne na dzień 30 maja 2022)
| Reprezentacja | Rok  | Mecze | Bramki |
| ------------- | ---- | ----- | ------ |
| Słowacja      | 2006 | 1     | 0      |
| Słowacja      | 2007 | 1     | 0      |
| Słowacja      | 2010 | 1     | 0      |
| Słowacja      | 2012 | 4     | 0      |
| Słowacja      | 2013 | 3     | 0      |
| Słowacja      | 2020 | 1     | 0      |
| Słowacja      | 2021 | 3     | 0      |

| 1.  | 10.12.2006 | Abu Zabi, Zjednoczone Emiraty Arabskie | Zjednoczone Emiraty Arabskie | 1:2 |  | Mecz towarzyski |
| 2.  | 16.10.2007 | Rijeka, Chorwacja                      | Chorwacja                    | 0:3 |  | Mecz towarzyski |
| 3.  | 29.05.2010 | Klagenfurt am Wörthersee, Austria      | Kamerun                      | 1:1 |  | Mecz towarzyski |
| 4.  | 11.09.2012 | Bratysława, Słowacja                   | Liechtenstein                | 2:0 |  | el. MŚ 2014     |
| 5.  | 12.10.2012 | Bratysława, Słowacja                   | Łotwa                        | 2:1 |  | el. MŚ 2014     |
| 6.  | 16.10.2012 | Bratysława, Słowacja                   | Grecja                       | 0:1 |  | el. MŚ 2014     |
| 7.  | 14.11.2012 | Ołomuniec, Czechy                      | Czechy                       | 3:0 |  | Mecz towarzyski |
| 8.  | 06.02.2013 | Brugia, Belgia                         | Belgia                       | 2:1 |  | Mecz towarzyski |
| 9.  | 22.03.2013 | Żylina, Słowacja                       | Litwa                        | 1:1 |  | el. MŚ 2014     |
| 10. | 07.06.2013 | Vaduz, Liechtenstein                   | Liechtenstein                | 1:1 |  | el. MŚ 2014     |
| 11. | 11.10.2020 | Bratysława, Słowacja                   | Szkocja                      | 0:1 |  | LN 2020/21      |
| 12. | 27.03.2021 | Bratysława, Słowacja                   | Malta                        | 2:2 |  | el. MŚ 2022     |
| 13. | 30.03.2021 | Bratysława, Słowacja                   | Rosja                        | 2:1 |  | el. MŚ 2022     |
| 14. | 01.06.2021 | Ried im Innkreis, Austria              | Bułgaria                     | 1:1 |  | Mecz towarzyski |

## Sukcesy

### MŠK Żylina
- Mistrzostwo Słowacji (1×): 2006/07

### FC Vaslui
- Puchar Intertoto (1×): 2008

### Legia Warszawa
- Mistrzostwo Polski (3×): 2012/2013, 2013/2014, 2015/2016
- Puchar Polski (4×): 2011/2012, 2012/2013, 2014/2015, 2015/2016

### Lechia Gdańsk
- Puchar Polski (1×): 2018/2019
- Superpuchar (1×): 2019

### Wyróżnienia
- Obcokrajowiec roku w Plebiscycie Piłki Nożnej (1×): 2013

## Życie prywatne
Jego starszy brat Martin (ur. 1982) również był bramkarzem.